# Miroslav Štumberger
Miroslav Štumberger, slovenski častnik in izumitelj, * 2. julij 1892, Šmarje pri Jelšah, † 6. maj 1983, Baošići

### Vojaška kariera
Štumbergerjeve družina se je sprva pisala Strmbregar, a so njihov priimek ponemčili. Miroslava je že od mladosti zanimalo pomorstvo, zaradi česar se je po končani realni gimnaziji v Ljubljani leta 1912 vpisal v pomorsko šolo v Pulju. Že pred tem je leta 1911 začel služiti na ladji SMS Franz Ferdinand, kasneje pa je bil kadet na ladji SMS Kaiser Karl VI. Ob izbruhu balkanskih vojn je bil premeščen na ladjo SMS Radetzky, s katero  je doživel ognjeni krst. 
Kasneje je bil premeščen na SMS Viribus Unitis, prvo svetovno vojno pa je dočakal na oklepnici SMS Monarch v Boki Kotorski. Kmalu po začetku vojne se je prijavil v mornariško letalstvo. Poslan je bil v hidroplansko bazo v Kumbor, kjer je posal pilot na hidroplanu tipa »Lochner«. 31. maja 1915 je poročnik fregate Miroslav Štumberger opravil svojo prvo bojno nalogo. Skupaj s poveljnikom baze, kapitanom fregate Hugom Ockermüllerjem je poletel v akcijo bombardiranja italijanskega pristaniškega mesta Brindisi. V eni od prihodnjih akcij je Štumberger s svojim hidroplanom v Otrantskem kanalu napadel antantno križarko in bil za to dejanje odlikovan z odlikovanjem »Signum laudis«. Kmalu pa je pilotsko kariero opustil in se je vpisal na torpedni tečaj, ki ga je po enem letu opravil in se nato prijavil za služenje na podmornicah. Najprej je bil dodeljen na podmornico U-16, vendar je zaradi birokratske napake pristal na podmornici U-17, kasneje pa je bil premeščen na U-28. Med služenjem na podmornicah je opravil še kapitanski tečaj in leta 1917 postal poročnik bojne ladje. 
Po prvi svetovni vojni je decembra 1918 vstopil v vojno mornarico kraljevine Srbov, Hrvatov in Slovencev. Služil je v pomorski bazi Boki Kotorski, zaradi česar se je leta 1922 preselil v Baošiće. Leta 1923 je bil dodeljen v poveljstvo podvodnih orožij, kjer je začel s preizkušanjem različnih raketnih orožij, kot so bila torpeda na raketni pogon in drugo raketno orožje. Med letoma 1924 in 1926 je bil zadolžen za vzpostavitev učno-tehničnega centra za podvodna orožja. Leta 1927 je bil še s tremi častniki poslan v Anglijo, od koder naj bi v Jugoslavijo pripeljali prvi dve podmornici. Leta 1928 sta podmornici prispeli, Štumberger pa je postal poveljnik na eni od niju, ki so jo poimenovali Nebojša. Leta 1934 je napredoval v čin kapitana bojne ladje in bil imenovan za poveljnika Pomorske oblasti južnega Jadrana. To dolžnost je opravljal do leta 1938. V začetku leta 1938 so mu ponudili možnost šolanja za napredovanje v čin admirala, kar pa je Štumberger odklonil in se je pri 45. letih z beneficiranim stažem bivšega podmorničarja upokojil.

### Druga svetovna vojna
Med drugo svetovno vojno je bil Miroslav Štumberger vojaško sicer neaktiven, ker pa ni hotel sodelovati z okupatorjem je bil interniran v taborišče na polotoku Prevlaka. Kljub navidezni neaktivnosti naj bi Štumberger kot strokovnjak za pomorsko bojevanje sodeloval z NOVJ in naj bi preko zvez svetoval Orjenskim bataljonom, katerega del je deloval v zaledju Biošićev. Tako naj bi po Štumbergerjevih navodilih partizanski aktivisti izdelali pomorsko mino z elektromagnetnim vžigalnikom, s katero so nameravali potopiti italijansko križarko Bari, zasidrano pred otokom Risan. Po nekaj uspešnih testiranjih vžigalnika so Italijani izvedeli za možnost sabotaže in so križarko premestili pred Njivice.
Za delovanje v vojni in po njej je bil odlikovan z redom zaslug za ljudstvo, ki mu ga je podelil predsednik Socialistična federativna republika Jugoslavija, Josip Broz Tito.

### Izumitelj
Štumberger je bil izjemen vizionar, saj je v svojem življenju ustvaril okoli 500 izumov, od katerih jih je 20 predložil v patentni postopek. V petih primerih je s svojo idejo tudi prodrl na trg, njegovi izumi pa so se začeli serijsko izdelovati. Verjetno je najpomembnejše njegovo ukvarjanje z raketami v letih 1923–25, ko je bil na tem področju eden vodilnih znanstvenikov na svetu. Med njegovimi izumi naj bi bil tudi podvodni sonar, ki naj bi ga po nekaterih virih izumil in poslal v Belgijo na preizkušanje. Od tam naj bi dobil odgovor, da je njegov izum neuporaben, belgijci pa naj bi ga nato prodali angležem, ki so ga začeli izdelovati in vgrajevati v svoje podmornice.
Štumberger je imel veliko idej že v mladih letih, njegovi izumi pa so bili predvsem vojaške narave. Med njegovimi najbolj vidnimi izumi so dezaktivator morskih min, naprave za reševanje potopljenih podmornic, dušilec zvoka ladijskih motorjev ter izumi na področju raketnega pogona.
Z raketami se je ukvarjal od konca leta 1923 dalje, poskušal pa je vpeljati uporabo tekočih pogonskih goriv. Konec decembra 1923 je začel s poskusi s podvodnimi torpedi, marca 1924 pa je izdelal in preizkusil dva vodna gliserja. 24. aprila 1924 je med prvimi na svetu uspešno izstrelil model raketoplana, konec aprila je nato opravil neuspešen in v začetku maja tudi uspešen poskus z »zračnim torpedom« - raketo. 5. maja 1924 je z uspešno izstrelitvijo podvodnega torpeda sklenil serijo svojih raketnih poskusov. V letu 1925 se je posvetil razvoju raketnega motorja na tekoče gorivo, vendar je moral delo zaradi omejenih finančnih sredstev prekiniti.
V času aktivne vojaške službe je Miroslav Štumberger med drugim napisal učbenik za torpedistiko in minerstvo, po katerem se je izvajal program usposabljanja mornarjev. V istem času je skonstruiral tudi podvodno mino C-15, ki je postala standardna pomorska mina Jugoslovanske kraljeve vojne mornarice.
Z upokojitvijo se je Štumberger še bolj posvetil izumljanju, poleg tega pa je začel s pisanjem, ustvarjanjem karikatur, rezbarjenjem in zbiranjem pomorskih predmetov. Začel je izdelovati tudi ladijske makete, v svojem »domu starega kapitana« v Baošićih pa je leta 1955 odprl pomorski muzej, v katerem je razstavljal svoje  makete, razne pomorske in zgodovinske predmete in še vrsto drugih eksponatov, kot so stare knjige in listine.  
10. decembra 1944 se je zgodil dogodek, ki je imel za posledico nov Štumbergerjev izum. Po osvoboditvi Boke Kotorske je potniški parnik »Cetinje« pred  Tivtom naletel na podvodno magnetno mino in se potopil, na njem pa je umrlo veliko potnikov. Takrat so oblasti spoznale, da so Nemci pred umikom zaminirali celoten zaliv Boke Kotorske. Pomorsko poveljstvo za južni Jadran je takrat vzpostavilo stik z Miroslavom Štumbergerjem in ga prosilo, da pomaga pri razminiranju zaliva. Štumberger je skonstruiral napravo za razminiranje, s pomočjo katere je bil zaliv v kratkem času razminiran. Kasneje je Jugoslavija od Sovjetske zveze dobila nove naprave za razminiranje ostalih delov Jadrana, kmalu pa so pri podrobni analizi aparata ugotovili, da deluje na enakem principu kot Štumbergerjev.